# سهراب قربانف
سهراب قربانف(زاده ۱۳۲۵- مرگ ۱۳۹۵) نقاش اهل کشور تاجیکستان بود. وی بیش از ۳۰ سال (۱۹۸۲–۲۰۱۲) رئیس اتحادیه نقاشان تاجیکستان بود. آثار او در کشورهای مختلف جهان، از جمله موزه متروپولیتن نیویورک، نگارخانه ترتیاکوف در مسکو و در موزه هنر مردمان شرق در روسیه، به نمایش گذاشته شده‌اند. برخی از شخصیت‌های مشهور سیاسی و اجتماعی جهان، مانند کوفی عنان، دبیر کل سابق سازمان ملل، ولادیمیر پوتین، رئیس جمهوری روسیه، پرویز مشرف، رئیس جمهوری سابق پاکستان، والنتینا ماتوینکو، فرماندار سابق سن پیترزبورگ و یوری لوژکوف، شهردار سابق مسکو، آثار او را در مجموعه‌های خود نگاه می‌دارند.

## جوایز و افتخارات
- برندهٔ عنوان «نقاش خلق تاجیکستان»، بالاترین عنوان برای هنرمندان تاجیک
- برندهٔ مدال طلایی آلکساندر پوشکین در روسیه